# Liste der Biografien/Kuz
Liste der Biografien |
Portal Biografien |
Personensuche
# |
A |
B |
C |
D |
E |
F |
G |
H |
I |
J |
K |
L |
M |
N |
O |
P |
Q |
R |
S |
T |
U |
V |
W |
X |
Y |
Z |
?
 
Ka |
Kb |
Kc |
Kd |
Ke |
Kf |
Kg |
Kh |
Ki |
Kj |
Kl |
Km |
Kn |
Ko |
Kp |
Kr |
Ks |
Kt |
Ku |
Kv |
Kw |
Ky |
Kx |
Kz
 
Kua |
Kub |
Kuc |
Kud |
Kue |
Kuf |
Kug |
Kuh |
Kui |
Kuj |
Kuk |
Kul |
Kum |
Kun |
Kuo |
Kup |
Kuq |
Kur |
Kus |
Kut |
Kuu |
Kuv |
Kuw |
Kux |
Kuy |
Kuz
Die Liste der Biografien führt alle Personen auf, die in der deutschsprachigen Wikipedia einen Artikel haben. Dieses ist eine Teilliste mit 93 Einträgen von Personen, deren Namen mit den Buchstaben „Kuz“ beginnt.

## Kuz
- Kuz, Wolodymyr (1927–1975), sowjetisch-ukrainischer Leichtathlet

### Kuza
- Kuzabavičius, Valdas, litauischer Politiker, Bürgermeister von Alytus
- Kuzaj, Christina (* 1974), deutsche Basketballspielerin
- Kuzan, Boldan (* 1922), deutscher Fußballspieler
- Kuzapalawa, Jauhenija (* 1978), belarussische Biathletin

### Kuzb
- Kuźba, Marcin (* 1977), polnischer Fußballspieler
- Kuzbari, Maamun al- (1914–1998), syrischer Politiker, Präsident von Syrien

### Kuzd
- Kuzdas, Hubert (* 1961), österreichischer Politiker (SPÖ), Abgeordneter zum Nationalrat
- Küzdő, Victor (1859–1966), ungarisch-amerikanischer Violinist, Komponist und Musikpädagoge

### Kuze
- Kuze, Hirochika (1819–1868), japanischer Daimyō
- Kuže, Josip (1952–2013), jugoslawischer bzw. kroatischer Fußballspieler und -trainer
- Kuzel, Hans (1859–1922), österreichischer Chemiker
- Kužela, Milan (* 1946), slowakischer Eishockeyspieler und -trainer
- Kuzenko, Andrij (1989–2024), ukrainischer Radsportler
- Kuzenko, Jakow Grigorjewitsch (1915–1988), sowjetischer Gewichtheber
- Kuzenko, Juri Georgijewitsch (* 1967), russischer Schauspieler
- Kuzenko, Juri Michailowitsch (1952–2018), sowjetischer Zehnkämpfer
- Kuzew, Anatolij (1959–2016), ukrainischer Fußballtrainer und -trainer
- Kuzey, Abdulkadir (* 1991), türkischer Fußballspieler

### Kuzi
- Kuzi-Teššub, König der neo-hethitischen Königreiche Karkemisch und Melid
- Kuzia, Giorgi (* 1999), georgischer Fußballspieler
- Kuzia, Johanna (* 1916), deutsche Politikerin (SED)
- Kuziemski, Aleksy (* 1977), polnischer Boxer
- Kuziński, Stanisław (1923–2012), polnischer Politiker, Mitglied des Sejm (PZPR), Präsident des Statistischen Hauptamtes
- Kuzio, Taras (* 1958), britischer Politikwissenschaftler
- Kuzio, Thomas (* 1959), deutscher Maler, Grafiker und Glasbildner

### Kuzm
- Kuzma, Elita (* 1964), lettische Diplomatin
- Kuzma, George (1925–2008), US-amerikanischer Geistlicher, Bischof der Eparchie Van Nuys der Ruthenen
- Kuzma, Janina (* 1985), neuseeländische Freestyle-Skisportlerin
- Kuzma, Kyle (* 1995), US-amerikanischer BasketballspielerKyle Kuzma (* 1995)

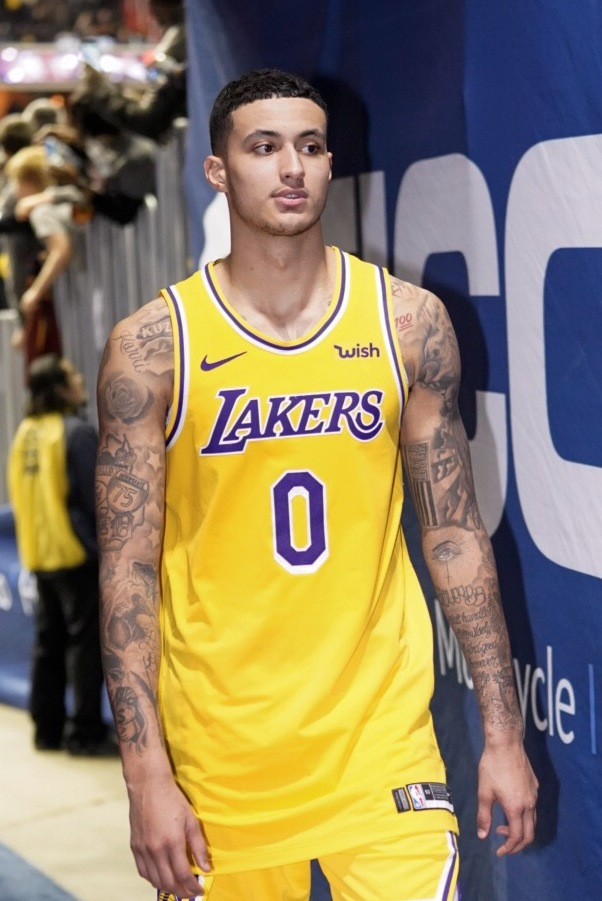
Kyle Kuzma (* 1995)

- Kuźma, Mieczysław (1907–1983), polnischer Architekt
- Kuzmanović, Ana, serbische Sommerbiathletin und Leichtathletin
- Kuzmanović, Dominik (* 2002), kroatischer Handballspieler
- Kuzmanović, Ivana (* 1966), serbische Schriftstellerin und Juristin
- Kuzmanović, Rajko (* 1931), bosnischer Jurist und Politiker
- Kuzmanović, Zdravko (* 1987), serbisch-schweizerischer FußballspielerZdravko Kuzmanović (* 1987)

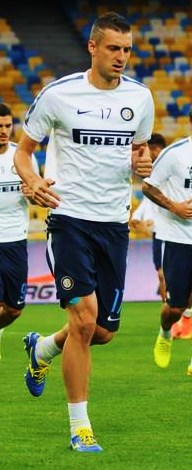
Zdravko Kuzmanović (* 1987)

- Kuzmanovski, Filip (* 1996), mazedonischer Handballspieler
- Kuzmanovski, Slobodan (* 1962), jugoslawisch-serbischer Handballspieler und -trainer
- Kuzmanovski, Stevica (* 1962), jugoslawischer Fußballspieler und -trainer
- Kuzmany, Börries (* 1977), österreichischer Historiker und Slawist
- Kuzmany, Elfriede (1915–2006), österreichische Schauspielerin
- Kuzmány, Karol (1806–1866), slowakischer Schriftsteller und evangelischer Theologe
- Kuzmany, Stefan (* 1972), deutscher Journalist und Autor
- Kuzmenko, Larysa (* 1956), kanadische Komponistin und Pianistin
- Kuzmić, Željko (* 1984), serbischer Fußballspieler
- Kuzmickas, Bronislavas Juozas (1935–2023), litauischer Philosoph, Professor und Politiker
- Kuzmickas, Kęstutis (* 1959), litauischer Politiker
- Kuzmickienė, Paulė (* 1978), litauische Politikerin (TS-LKD), Mitglied des Seimas
- Kuzmics, Helmut (* 1949), österreichischer Soziologe
- Küzmics, István (1723–1779), ungarischer evangelischer Priester, Lehrer und Übersetzer
- Küzmics, Miklós (1737–1804), Übersetzer und katholischer Priester
- Kuzmierz, Karl-Heinz (1946–2012), deutscher Fußballspieler
- Kuzmin, Igor (* 1982), estnischer Ruderer
- Kuzmin, Nikita (* 1997), ukrainischer Tänzer
- Kuzmin, Vladimir (* 1943), russischer Maler und Lichtkünstler
- Kuzmina, Anastasiya (* 1984), russisch-slowakische BiathletinAnastasiya Kuzmina (* 1984)

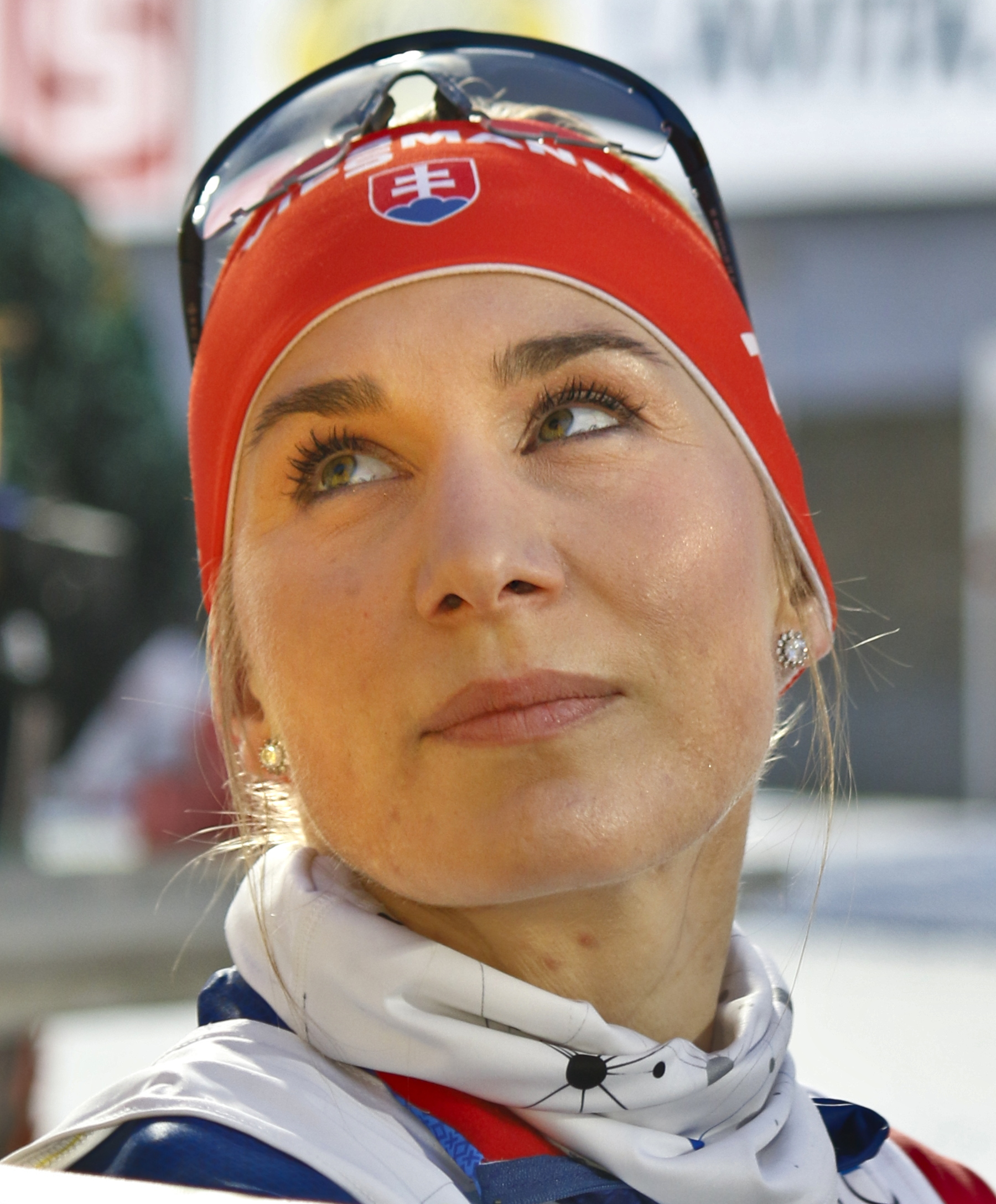
Anastasiya Kuzmina (* 1984)

- Kuzmina-Rimša, Irina (* 1986), lettische Tennisspielerin
- Kuzmins, Afanasijs (* 1947), lettischer Sportschütze
- Kuzminskas, Kazimieras (1947–2023), litauischer Chirurg und Politiker
- Kuzminskas, Mindaugas (* 1989), litauischer Basketballspieler
- Kuzminski, Alexander (* 1972), kanadisch-russischer Eishockeyspieler
- Kuźmiuk, Zbigniew (* 1956), polnischer Politiker, Mitglied des Sejm, MdEP
- Kužmová, Katarína (* 2001), slowakische Tennisspielerin
- Kuzmová, Klára (1955–2022), slowakische Archäologin

### Kuzn
- Kuznecovaitė, Dalia (* 1988), litauische Geigerin
- Kuznets, Simon Smith (1901–1985), amerikanischer Ökonom und NobelpreisträgerSimon Smith Kuznets (1901–1985)

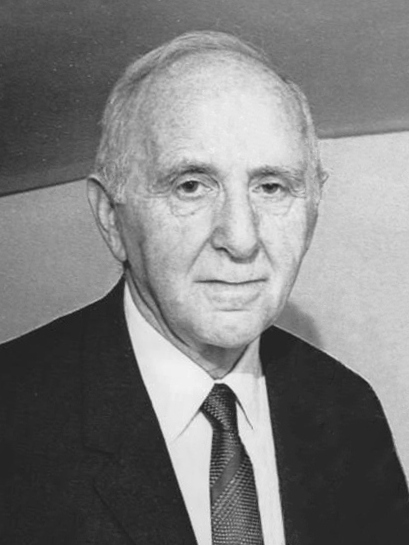
Simon Smith Kuznets (1901–1985)

- Kuznetsov, Aleksandr (* 1985), estnischer Eishockeyspieler
- Kuznetsov, Alex (* 1987), US-amerikanischer Tennisspieler
- Kuznetsova, Maria (1886–1966), russische Balletttänzerin und Opernsängerin (Sopran)
- Kuznetzoff, Adia (1889–1954), US-amerikanischer Schauspieler
- Kuznezow, Rudolf (* 1925), deutscher Fußballspieler
- Kuzniacki, Jürgen (* 1959), deutscher Fußballspieler und -trainer
- Kuzniecka, Daniel (* 1965), argentinischer Schauspieler und Produzent
- Kuznik, Greg (* 1978), kanadisch-slowenischer Eishockeyspieler
- Kuźnik, Norbert Mateusz (1946–2006), polnischer Komponist, Musiktheoretiker Organist und Orgelbauer
- Kuznik, Peggy (* 1986), deutsche Fußballspielerin
- Kuznitzky, Elisabeth (1878–1944), deutsche Widerstandskämpferin im Dritten Reich
- Kuznitzky, Martin (* 1868), deutscher Urologe und Dermatologe sowie Kunstsammler

### Kuzo
- Kuzora-Ziarno, Irena (* 1928), polnische Elektroingenieurin
- Kuzorra, Ernst (1905–1990), deutscher FußballspielerErnst Kuzorra (1905–1990)

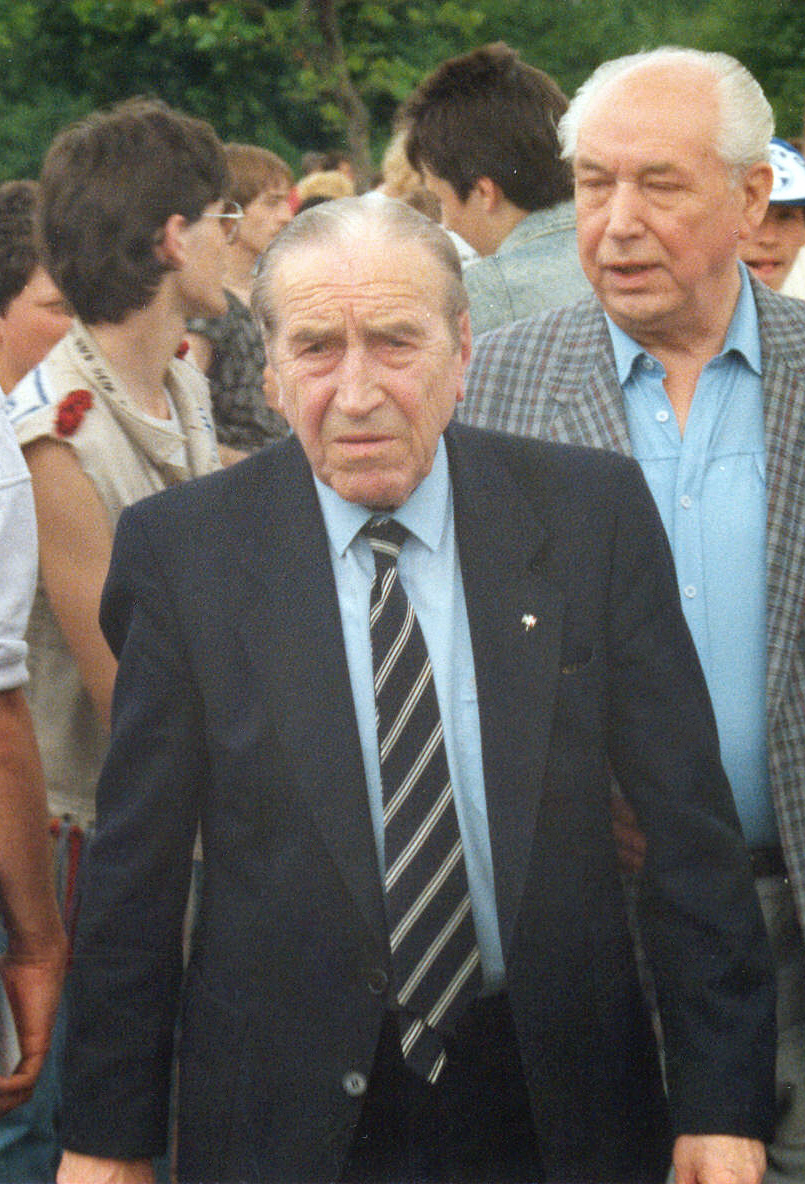
Ernst Kuzorra (1905–1990)

### Kuzs
- Kuzsinszky, Bálint (1864–1938), ungarischer Archäologe

### Kuzu
- Kuzu, Abdurrahim (* 1955), US-amerikanischer Ringer
- Kuzu, Hanım, türkische Mörderin
- Kuzu, Mustafa (* 1987), deutsch-türkischer Schauspieler und Drehbuchautor
- Kuzu, Mustafa (* 1994), deutsch-türkischer Fußballspieler
- Kuzu, Tunahan (* 1981), niederländischer Politiker
- Kuzucu, Tarik (* 1987), deutscher Kickboxer
- Kuzuhara, Bruno (* 2004), US-amerikanischer Tennisspieler
- Kuzum, Boran (* 1992), türkischer Schauspieler

### Kuzw
- Kuźwa, Zygmunt (1904–1944), polnischer lutherischer Theologe und Widerstandskämpfer im Warschauer Aufstand
- Kuzwayo, Ellen (1914–2006), südafrikanische Sozialarbeiterin, Schriftstellerin und Politikerin

### Kuzy
- Kuzyk, Mimi (* 1952), kanadische Schauspielerin

### Kuzz
- Kuzzy, Garrott (* 1982), US-amerikanischer Skilangläufer